# Don Sundquist

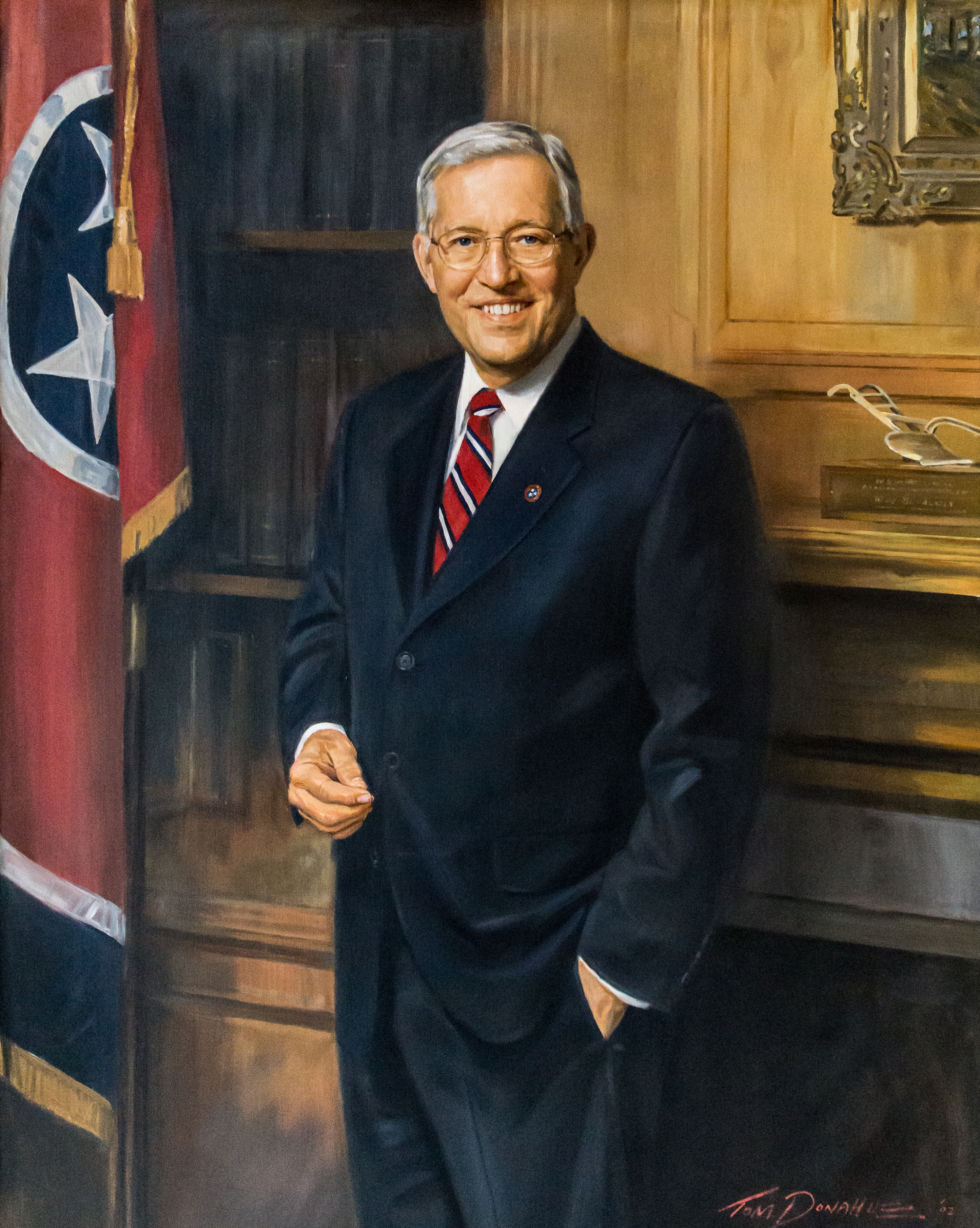
Gouverneur Don Sundquist

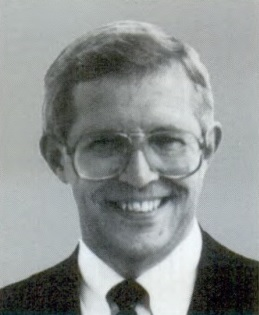
Don Sundquist (1993)

Donald Kenneth „Don“ Sundquist (* 15. März 1936 in Moline, Illinois; † 27. August 2023 in Memphis, Tennessee) war ein US-amerikanischer Politiker (Republikanische Partei) und Gouverneur des Bundesstaates Tennessee.

## Leben
Don Sundquist absolvierte 1957 das Augustana College. Die folgenden zwei Jahre war er Marinesoldat in der US Navy. Im Jahr 1962 begann er seine geschäftliche Laufbahn mit dem Eintritt in eine Firma, die Schulbedarfsartikel herstellte. 1972 gründete er in Memphis, wohin er inzwischen gezogen war, ein eigenes Unternehmen. Dabei handelte es sich um eine im Druckerei- und Werbebereich tätige Firma. Zu dieser Zeit begann auch seine politische Laufbahn als Mitglied der Republikanischen Partei. In dieser Eigenschaft unterstützte er 1979 Howard Baker bei dessen vergeblichen Versuch, die republikanische Nominierung für die Präsidentschaftswahlen 1980 zu erringen. Von 1983 bis 1995 war Sundquist im Repräsentantenhaus der Vereinigten Staaten in mehreren Ausschüssen vertreten.

### Gouverneur von Tennessee
Im Jahr 1994 wurde Sundquist zum Gouverneur von Tennessee gewählt. Da er im Jahr 1998 die Wiederwahl schaffte, war er insgesamt acht Jahre im Amt. Während dieser Zeit sah Tennessee einen allgemeinen wirtschaftlichen Aufschwung. Der Gouverneur setzte einen Schwerpunkt auf die Familienpolitik. Sein Familienprogramm sorgte für eine Verbesserung der wirtschaftlichen Verhältnisse vieler ärmerer Familien. In den acht Jahren seiner Regierung gelang es, die Anzahl der auf soziale Unterstützung angewiesenen Familien von etwa 70.000 auf etwa 30.000 zu verringern. Ebenfalls in seiner Amtszeit wurde erstmals eine landesweite und alle medizinischen Gebiete abdeckende Krankenversicherung angeboten. Die öffentlichen Schulen und Büchereien erhielten einen Internetzugang. Er setzte sich für die Einführung einer Einkommensteuer auf Staatsebene ein – ein Vorschlag, der stark umstritten war und für einen gewissen Popularitätsverlust des Gouverneurs sorgte. Nach zwei Amtszeiten schied er 2003 aus dem Amt.

### Zeit nach dem Gouverneursamt
Im Anschluss an sein Ausscheiden aus dem Amt trat Sundquist kaum noch in der Öffentlichkeit auf. Dies änderte sich 2010 nach der Wahl von Bill Haslam.
Sundquist starb nach kurzer Krankheit am 27. August 2023 im Alter von 87 Jahren im Baptist East Hospital in Memphis. Der Gouverneur von Tennessee Bill Lee würdigte Sundquist Wirken für den Staat.

## Ehrungen
- 2018: Orden der Aufgehenden Sonne, 2. Klasse[2]